# 12:08 al este de Bucarest
12:08 al este de Bucarest (en rumano: A fost sau n-a fost?) es una película satírica rumana de 2006 dirigida por Corneliu Porumboiu, ganadora del premio Camera d'Or (al mejor film) en el Festival de Cannes 2006. La película está ambientada en la ciudad de Vaslui, en un grupo de personajes que recuerdan en clave de humor la Revolución rumana de 1989 que puso fin al régimen comunista en el país.

## Reparto
- Mircea Andreescu - Emanoil Pișcoci
- Teodor Corban - Virgil Jderescu
- Ion Săpdaru - Tiberiu Mănescu
- Mirela Cioabă - señora Mănescu
- Luminiţa Gheorghiu - Doamna Jderescu
- Cristina Ciofu - Vali
- Lucian Iftime - Lica
- Annemarie Chertic - Vera
- Petrica Săpdaru - Petrica
- Catalin Paraschiv - Barman
- George Guoqingyun - Chen
- Constantin Diță - Tibi
- Daniel Badale - Professor
- Marius Rogojinski - Vecino (acreditado como Marius Rogojinschi)
- Aurelia Tocu - Maricica Dima (voz)